# Hadley CDP (Nueva York)
Hadley es un lugar designado por el censo ubicado en el condado de Saratoga en el estado estadounidense de Nueva York. En el Censo de 2020 tenía una población de 1124 habitantes y una densidad poblacional de 260,79 habitantes por km². Fue incluido como CDP en el censo de 2010.

## Geografía
Hadley se encuentra ubicado en las coordenadas 43°19′01″N 73°50′53″O / 43.31694, -73.84806. Según la Oficina del Censo de los Estados Unidos,  tiene una superficie total de 4,31 km², de la cual 3,77 km² corresponden a tierra firme y 0,54 km² a agua.